# Brenda Tuosto

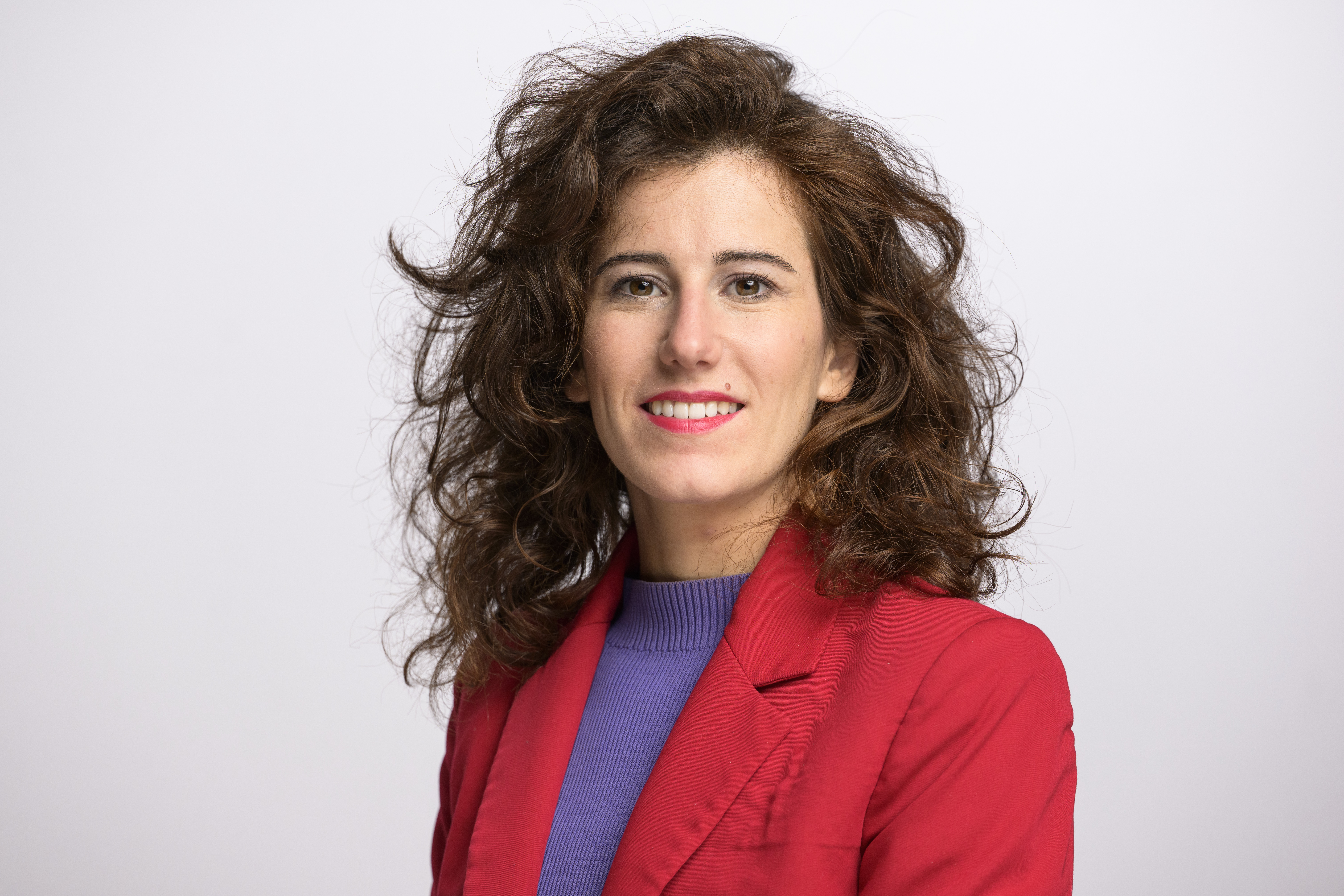
Brenda Tuosto (2023)

Brenda Tuosto (* 6. Januar 1989) ist eine Schweizer Politikerin (SP) und Stadtplanerin. Seit 2023 ist sie Nationalrätin.

## Leben
Brenda Tuosto wurde im Januar 1989 geboren. Sie wuchs in Les Tuileries-de-Grandson, einem Dorf bei Grandson, auf.
Tuosto studierte Geografie an der Universität Lausanne und hat einen Master in Stadtplanung.
Bis zu ihrer Wahl in die Municipalité (Exekutive) von Yverdon 2021 arbeitete sie für die Stadt Biel als Mitverantwortliche für den Verkehrssektor, nachdem sie zuvor mit dem Projekt der Umgehungsstrasse von Yverdon betraut gewesen war.

## Politik
Sie war Mitglied der Jungen Grünen, bevor sie der SP beitrat.
Sie sass von 2016 bis 2021 im Gemeinderat (Legislative) von Grandson.
Im März 2021 wurde sie im ersten Wahlgang mit 52,3 % der Stimmen als drittstärkste Kandidatin in den Gemeinderat (Exekutive) von Yverdon gewählt. Dort ist sie für das Bauamt und die Abteilung Umwelt und Mobilität zuständig.
In den Parlamentswahlen 2023 erreichte sie den ersten Ersatzplatz ihrer Partei. Durch die Wahl von Pierre-Yves Maillard in den Ständerat in denselben Wahlen rückte sie sogleich in den Nationalrat nach.